# 面使いあかり
『面使いあかり』（めんつかいあかり）は、霜橋とんぺい/著・木佐貫玉枝/イラストによる日本のライトノベル。2008年12月に文芸社ビジュアルアートより刊行されている。

## 概要
面使い（見習い）と呼ばれる主人公、水瀬あかりが、最初はそのチカラに後ろ向きだったながらも、いろいろな人と出会い、真の面使いを目指すストーリー。作中前半と後半で展開が異なり、主人公が活躍を見せ始めるのは後半の〈面使い試験〉開始からである。
現代の日本のどこかをモチーフに描かれ、〈面使い〉というやや魔女っ子的な世界を思わせつつ、〈リズム〉という特殊な力を使った戦闘、また拳銃などによる銃撃戦もあり、独特な構成・展開を見せる。

## 登場人物
水瀬あかり（みなせ あかり）
面の力を引き出せる面使いの主人公。14歳の中学2年生で面影中学校に通う。まだ面使いの見習いで、正式な面使いとなる為に試験を受ける。
ヌウィ (NUIT)
警察が手を焼く難事件を鮮やかに解いてきた経歴を持つ〈名〉と呼ばれる探偵。基本的にメールや電話のやりとりのみで事件を解決に導く安楽いす型。
橘鉄平（たちばな てっぺい）
ヌウィの助手。コルトガバメントの2丁拳銃と〈リズム〉を使った足技で様々な戦闘をこなすプロフェッショナル。落書き事件をきっかけに水瀬あかりに協力することになる。
水瀬ちさと（みなせ ちさと）
あかりの母。52代目の面使い継承者。面使いとしての自覚を持たせるべく、あかりに面使い試験を課す。
桜庭早苗（さくらば さなえ）
あかりのクラスメイト。テニス部に所属し、英語が得意。

## 用語
面
様々なものの顔を模した道具。それには多種多様の願いが込められているとされる。作中では面使いに代々伝わる六つの面（六大面）とアニメなどのキャラクターを模した面（キャラ面）が登場する。
面使い
面に秘められた力を引き出すことが出来る者。第52代目までが正式に継承されている。
リズム
心と体の間を流れ、意志をより強く行動（ふるまい）へと移す力。面使いのチカラとも関係がある。

## 登場面

### 六大面
面使いに代々伝わる六つの面。
双角鬼（そうかくき）
二本の角に牙のある鬼の面。人の素早さと力を増幅できる。六つの中で一番扱いにくい。
漆黒ノ猫（しっこくのねこ）
黒猫を模した面。人の視界や監視カメラに映らなくなる。うまく使えばリズムも消せる。
霞天狗（かすみてんぐ）
真っ赤な顔の天狗を模した面。空を飛ぶことができる。熟練するほど速く飛べる。
銀狐（ぎんぎつね）
白銀色の狐の面。人に幻を信じ込ませることができる。一人一人に対してではなく一定範囲にいる人に対して影響する。
火男（ひょっとこ）
ひょっとこの面。口から火を吹くことができる。熟達すれば出す炎の形状を自由に変えられる。
阿亀（おかめ）
おたふくの面。体力や精神力を人から人へ移すことができる。非攻撃系の面だが、使い方によっては恐ろしい。

### キャラ面
お祭り、縁日などで売っているようなプラスチック製の薄い面。一度使うと壊れてしまう。
魔法少女
昔の魔法使いのヒロインの面。あかりが自分の部屋の隅で見つける。部屋の片付けをして、壊れた。
ウルトラマン
3分だけの巨大戦士。スペシウム光線を放つことができる。威力は不明。
魔女キキ
赤いリボンの魔女。長い棒にまたがって空を飛んだ。猫と喋れるかは不明。
アラレちゃん
紫の髪の眼鏡っ娘。思いっきり地面に拳を打ちつけると、地面にひびが入る。どこまで割れるかは不明。